# Jumalan teatteri

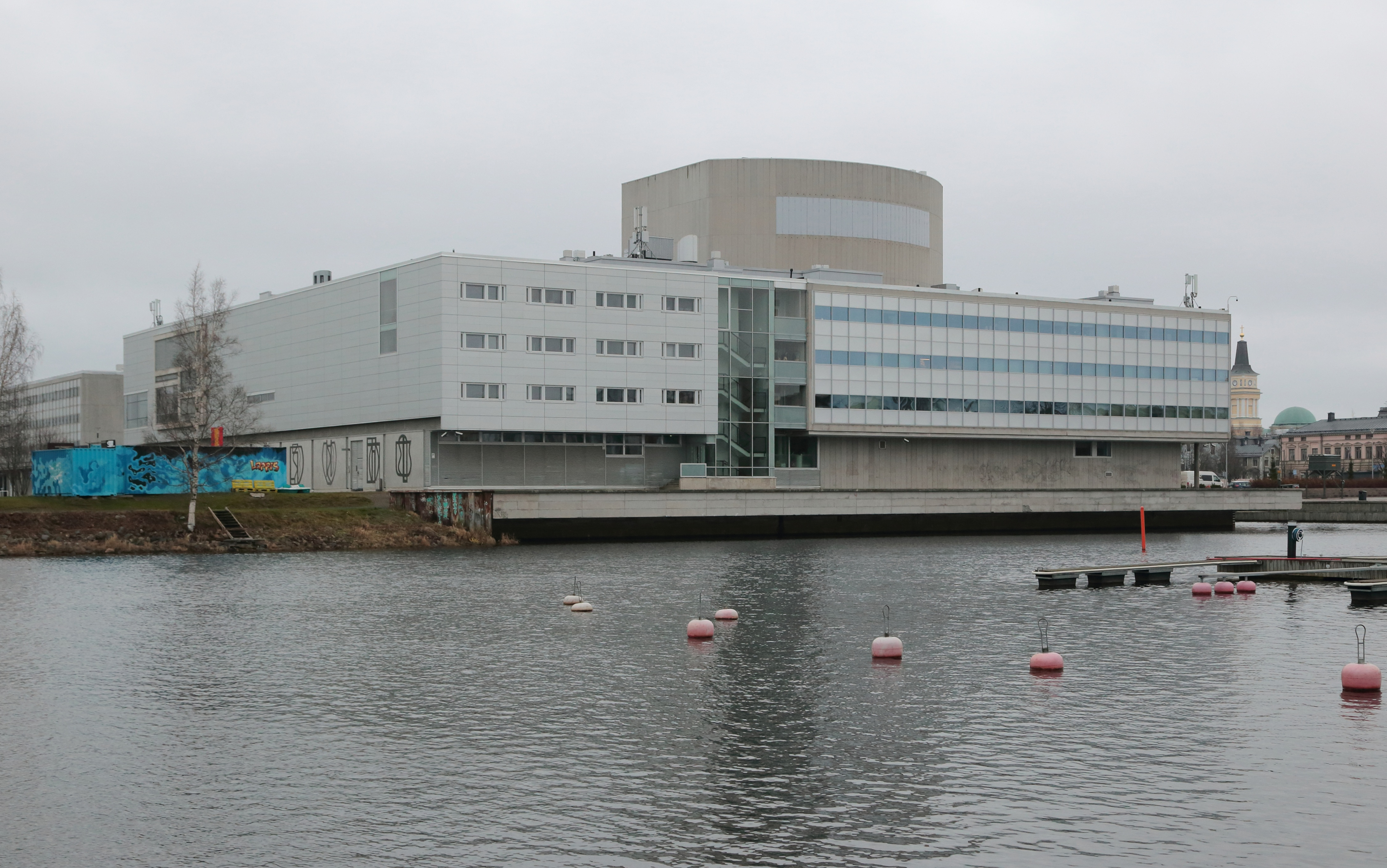
Das Stadttheater von Oulu

Jumalan teatteri (auf Deutsch Gottestheater) war ein finnisches avantgardistisches Theaterensemble. Seine Performance während der Theatertage im Stadttheater von Oulu  wird als der größte Kulturskandal Finnlands in den 1980er Jahren betrachtet. Vier Schauspiel- und Regiestudenten provozierten und misshandelten ihre Zuschauer. Nach Abschluss der polizeilichen Ermittlungen wurden die Beteiligten zu einer Geldstrafe und bedingten Haftstrafen verurteilt.

## Die Aufführung
Am 17. Januar 1987 wurde ein Theaterstück auf der Bühne des Stadttheaters von Oulu aufgeführt, das heftige Reaktionen in Publikum und Presse zur Folge hatte. Während einer Debatte im Theater vor einem Publikum von etwa 100 Personen über Kunst marschierten vier männliche Schauspieler auf die Bühne und zogen sich dort vollständig aus. Einer von ihnen betätigte einen Feuerlöscher, es explodierten Platzpatronen. Die meisten der Zuschauer flüchteten aus dem Theater, als sie mit menschlichen Exkrementen beworfen wurden. Ein Schauspieler sprang in den Zuschauerraum und schlug auf die Fliehenden mit einer Peitsche ein. Laut Ermittlungen der Polizei wurden während der Aktion Zuschauer verletzt.
Ein Mann mittleren Alters aus dem Publikum blieb während der ganzen Aktion im Saal und fotografierte den Vorgang. Als die Schauspieler versuchten, ihm seine Hosen auszuziehen, drohte er ihnen und wurde in Ruhe gelassen. Er wurde in dem folgenden Prozess als Zeuge aufgerufen.

## Die Folgen
Die Aufführung sorgte für eine erbitterte öffentliche Debatte. Die Täter verteidigten sich damit, dass sie Protest gegen die konservative Konsenshegemonie des Theaterlebens erheben wollten. Die Öffentlichkeit gab der Sache die Schuld an der Führung der Theaterhochschule. Die Methoden des linksgerichteten Lehrers Jouko Turkka waren schon früher kritisiert worden. Der Skandal wurde im finnischen Parlament diskutiert und die Regierung gründete ein Komitee, das die Probleme der Schauspielerausbildung untersuchte. Der Rektor der Theaterhochschule und drei Lehrer gaben ihre Stellungen wegen des Falles ab.
Die Mitstudenten der inhaftierten Schauspieler, das sogenannte „Teufelstheater“, protestierten gegen die Polizeiermittlungen. Einige Fenster an der Hochschule wurden zerbrochen. Ein Mitglied dieses protestierenden Studentenbundes war Timo Harakka, der künftige sozialdemokratische Verkehrsminister Finnlands.
Die vier Schauspieler – Jari Halonen (* 1962), Jari Hietanen, Esa Kirkkopelto (* 1965) und Jorma Tommila – wurden zu einer Geldstrafe von 17.000 finnischen Mark und einer Schadenersatzzahlung in Höhe von 40.000 Mark verurteilt, sowie zu einer bedingten Haftstrafe von sieben Monaten. Die Verurteilten gingen nicht in Berufung.
Gottestheater wurde in Finnland zu einem allgemeinen Begriff für postpubertäre und pseudokünstlerische Aktionen, die das Ziel haben, die Aufmerksamkeit der Öffentlichkeit auf sich zu ziehen. Alle Beteiligten machten nach ihrem Happening eine erfolgreiche Karriere am Theater: Halonen und Kirkkopelto als Regisseure, Hietanen und Tommila als Schauspieler.